# لورينزو سيرا فيرير
لورينزو سيرا فيرير لاعب كرة قدم ومدرب إسباني ولد عام 1953 , لعب لنادي بوبلنيس في إسبانيا خلال الفترة الممتدة بين عامي 1973- 1976 , انتقل للتدريب في اوائل الثمانينيات من القرن العشرون , أهم الاندية التي دربها ريال مايوركا ريال بتيس نادي برشلونة في إسبانيا, ودرب كذلك نادي أيك أثينا اليوناني .
1. ↑  المدرب لورينزو سيرا فيرير درب نادي برشلونة خلال عامي 2000-2001 نسخة محفوظة 14 ديسمبر 2012 على موقع واي باك مشين.